# アリバ
アリバ (Ariba)は、企業の支出管理（Spend Management)のためのシステムおよびそのサービスを提供する米国を本社とする企業。2012年よりドイツのソフトウェア大手SAPの子会社となり、エスエイピー・アリバ（SAP Ariba）に改名された。2017年時点で電子購買の分野で世界一位のシェアを持つ。

## 米国本社
1996年9月、アメリカ合衆国カリフォルニア州で設立された。1999年6月23日に米ナスダック市場に上場した。
2012年5月にドイツのソフトウェア会社である SAP AG（現SAP SE）によって買収が発表され、同年10月に買収が完了した。
2015年12月末現在の社員数は全世界で3,636人、Presidentはアレックス・アツベルガー(Alex Atzberger)である。

## 日本法人
2000年10月 - 設立（米アリバ社55%、ソフトバンクグループ40%、その他日本の主要システムインテグレータを中心とした20社で5%の出資比率で設立）
- 代表者：齋木 淳
- 本社：東京都千代田区麹町1-6-4 SAPジャパンビル

## 事業概要
1995年に世界に先駆けて電子商取引上でのオークションを始めた。現在は主に電子調達、契約管理、電子購買のソフトウェアを提供している。2010年5月に「アリバコマースクラウド」をリリース。企業間電子商取引（B2B）のオンライン・マーケットに本格参入。2011年1月には世界最大級のサプライヤネットワークを持つQuadrem社を買収。登録企業数は50万社以上にのぼり、世界最大の規模になる。